# ブラック・アンド・ブルー (ローリング・ストーンズのアルバム)
『ブラック・アンド・ブルー』(Black And Blue)は、1976年にリリースされたローリング・ストーンズのオリジナルアルバム。プロデュースはグリマー・ツインズ。レコーディング・エンジニアはキース・ハーウッドおよびグリン・ジョンズ。全英2位、全米1位を記録。

## 概要
ミック・テイラー脱退後、ロン・ウッドが初めて参加したアルバムである。このアルバムに収録されている楽曲は、後に全てライヴで一度以上取り上げられている。同様のスタジオ・アルバムは本作の他に『スティッキー・フィンガーズ』と『女たち』があるのみである。また2023年にリリースされた『ハックニー・ダイアモンズ』に至るまでのオリジナルアルバムの中で、最も収録曲数が少ない。
前作『イッツ・オンリー・ロックン・ロール』では、それまで傾倒していたスワンプ・ロックから離れ、ソリッドかつストレートなビートロックへと転換したが、本作では再び自分達のルーツであるブラックミュージックへの回帰が見られる。だが、以前のようなアメリカ南部サウンドの泥臭さはなく、洗練されたニューソウルやAORからの影響が強い。ファンク・スタイルの「ホット・スタッフ」、「ヘイ・ネグリータ」、レゲエ・ナンバーのカヴァー「チェリー・オー・ベイビー」、ジャズの影響の大きい「メロディー」、そしてアルバム全体に渡ってビリー・プレストンの大きな貢献が認められる。
パッケージはダブル・ジャケットで、タイトルどおり黒と青を基調とした色合いのデザインとなっている。レコードの内袋に各曲のクレジットが記載されている。またレコード・ラベルに記載されている作者クレジットが"Jagger/Richards"ではなく"Richards/Jagger"といつもと逆に表記されている。カバーアートのアーティスト写真は、日本人フォトグラファーのヒロ（若林康宏）が撮影した。
前作同様、イギリスでは2位が最高位。アメリカでは1位（計4週）とリリース年内にプラチナ・ディスクを獲得している。アルバムからは「愚か者の涙」がシングルカットされ、全英6位、全米10位につけるヒットとなった。1994年にヴァージン・レコードからリマスター版が、2009年にはポリドールから再リマスター版がリリースされた。2011年には日本限定で、ユニバーサルミュージックグループから最新リマスター版がSACDで発売された。

## 経緯

### グレイト・ギタリスト・ハント
本作の制作は西ドイツ、ミュンヘンのミュージックランド・スタジオで1974年12月7日から15日まで、オランダ、ロッテルダムにグループ所有の移動式スタジオを持ち込んでのセッションを1975年1月22日から2月9日まで、その後再びミュージックランドにて3月22日から4月4日にかけて行われた。その後10月19日から30日にかけてスイス、モントルーのマウンテン・スタジオで、12月3日から16日にかけてミュージックランドで（ここではレッド・ツェッペリンがアルバム『プレゼンス』の制作で先に使っており、予定日までに完成しなかったためストーンズの作業が2日ほど削られた）、そして1976年1月18日から2月にかけてニューヨークのアトランティック・スタジオにて、オーバーダブやミキシングが行われた。
ミック・テイラーが1974年12月12日に突如グループからの脱退を宣言したため、ロッテルダムでのセッションは新メンバーのオーディションとレコーディングを兼ねた作業となった。このセッションには、多くのギタリスト - ジェフ・ベック、ロリー・ギャラガー、ハーヴェイ・マンデル、ウェイン・パーキンス及びロン・ウッド - が参加することとなった。この様子をメディアは「グレイト・ギタリスト・ハント」と呼び、ストーンズの新メンバーが誰になるかを予想し大いに煽ることとなった。しかし本作に収録された曲で参加が認められるのは、ハーヴィ・マンデル、ウェイン・パーキンス、ロン・ウッドの3人のみである。1975年4月に、グループと最も親交が深かったロン・ウッドが正式にメンバーに加入することで決定した。グループは同年5月より北米ツアーを開始。ウッドはこのツアーから参加しているが、当時はまだフェイセズが活動しており、あくまでサポートメンバーという扱いだった。ウッドが正式にストーンズのメンバーとなったのはフェイセズ解散後の1976年2月である。尚、ウッドが本作で参加したのは8曲中5曲だが、このうちギターで参加したのは2曲のみである。またビル・ワイマンは自著で、自身とイアン・スチュワートは、古い付き合いだったピーター・フランプトンを望んでいたことを告白している。

### ヨーロピアン・ツアー
本作リリース後、「Tour of Europe '76」が1976年4月28日に西ドイツ、フランクフルトのフェストハレ公演からスタートし、6月23日のウィーン、シュタットハレ公演で終了した。その後の8月21日には、イギリスのネブワースでの「ネブワース・フェスティバル」に参加している。本作からは、「ホット・スタッフ」や「ハンド・オブ・フェイト」「ヘイ・ネグリータ」「愚か者の涙」などが演奏された、また、前ツアーに引き続き、ビリー・プレストンのナンバー「ナッシング・フロム・ナッシング」「アウタ・スペース」が演奏された。このツアーと先の北米ツアー、そして1977年のカナダ、トロントでの公演の音源がライヴアルバム『ラヴ・ユー・ライヴ』として1977年9月にリリースされる。しかし、このトロント公演を行う直前の1977年2月、キース・リチャーズがヘロイン売買の罪で逮捕された。今回の逮捕はこれまでと異なり密輸での逮捕で、その上カナダではヘロインの密輸は最低でも懲役7年、最高で終身刑という重罪であり、リチャーズが終身刑となる恐れもあった。ストーンズの全キャリア中最も解散の危険性が高まったのはこの時である。

## 収録曲
特筆無い限りジャガー/リチャーズ作詞作曲。ただし、#5はロン・ウッドから、#6はビリー・プレストンからそれぞれインスピレーションを受けたとクレジットに記載されている。

### SIDE A
1. ホット・スタッフ - Hot Stuff 5:20 
  - シングル「愚か者の涙」（アメリカ）のB面収録曲。アメリカではA・B面逆にしたバージョンでも発売され、全米チャート49位にランクインしている[8]。また全米ソウル・チャートでも84位にランクインした[6]。
2. ハンド・オブ・フェイト - Hand of Fate 4:28
3. チェリー・オー・ベイビー - Cherry Oh Baby (Eric Donaldson) 3:53 
  - ジャマイカ出身のレゲエ・ミュージシャン、エリック・ドナルドソンの1971年のヒット曲のカバー。
4. メモリー・モーテル - Memory Motel 7:07

### SIDE B
1. ヘイ・ネグリータ - Hey Negrita 4:58
2. メロディー - Melody 5:47
3. 愚か者の涙 - Fool to Cry 5:04 
  - アルバムからのシングル第1弾。
4. クレイジー・ママ - Crazy Mama 4:34 
  - イギリスでのシングル「愚か者の涙」のB面収録曲。

## レコーディング・メンバー
レコード／CD記載のクレジットおよび日本版リマスターCD（1994年）付属の越谷政義による解説に準拠
ローリング・ストーンズ
- ミック・ジャガー - リード&バッキングボーカル、パーカッション（#1）、ピアノ（#4）、フットストンプ（#6）、エレクトリックピアノ（#7）、エレキギター（#8）
- キース・リチャーズ - ギター、バッキングボーカル、リードボーカル&エレクトリックピアノ（#4）、ベース（#8）
- ロン・ウッド - ギター（#3、#5）、バッキングボーカル（#1、#4、#5、#8）
- ビル・ワイマン - ベース、パーカッション（#1）
- チャーリー・ワッツ - ドラムス、パーカッション

ゲスト・ミュージシャン
- ビリー・プレストン - ピアノ（#1、#2、#5、#6、#8）、オルガン（#5、#6）、シンセサイザー（#4）、バッキングボーカル（#1、#4、#5、#6、#8）
- イアン・スチュワート - パーカッション（#1）
- ニッキー・ホプキンス - オルガン（#3）、ピアノ&シンセサイザー（#7）
- ハーヴィ・マンデル - エレキギター（#1、#4）
- ウェイン・パーキンス - エレキギター（#2、#7）、アコースティックギター（#4）
- オーリー・ブラウン - パーカッション（#1、#2、#5、#8）
- アリフ・マーディン - ホーン・アレンジ（#6）